# 아르타크세르크세스 3세
아르타크세르크세스 3세 오쿠스(고대 페르시아어:  اردشیر, 고대 페르시아어:  아르타크샤사 Artaxšaçā, Artaxerxes III, 기원전 390년경 – 기원전 338년, 재위 : 기원전 359년 – 기원전 338년)은 페르시아 제국 아케메네스 왕조의 제10대 왕이며, 태조 키루스 2세에 의해 건국된 지 거의 200년 후의 왕이다.

## 생애
왕자 시절부터 군 지휘관으로서 재능을 발휘하여 기원전 368년에서 기원전 358년까지 시리아에서 일어난 반란을 진압하는 데 큰 공을 세웠다. 기원전 359년에 아버지 아르타크세르크세스 2세의 뒤를 이어 왕위에 올랐으며, 즉위와 동시에 왕위를 위협할 우려가 있는 형제들을 몰살시켰다.
아르타크세르크세스 3세가 예루살렘을 불태우는 폭군이었다고 전해지지만, 군사적으로는 성공을 거두고 있다. 즉위 직후에 카스피해 연안에 사는 카두시이 인들을 토벌하였고, 왕국 서부에서 계속 반란을 일으켰던 사트라프 들과 싸움을 벌였다. 기원전 351년의 반란은 기원전 400년경에 독립한 이집트에서 예루살렘, 시리아, 페니키아, 키프로스에 이르기까지 다양했지만, 기원전 348년에 예루살렘부터 시리아까지, 기원전 342년에 이집트를 다시 페르시아의 지배 하에 통합시키는데 성공했다. 이것은 그리스 사람의 페르시아 대한 행동을 제한시키는 것이었다. 이 소식을 듣고 평소 그리스 사람과 사이가 안좋았던 마케도니아의 왕 필리포스 2세(알렉산더 대왕의 아버지)도 이 아르타크세르크세스 3세와 사이가 매우 좋아 아케메네스 왕조와의 연합을 모색하기도 했다.
그러나 기원전 338년 말경 아르타크세르크세스는 아들들과 함께 환관에서 장관의 지위에 올랐던 바고아스에 의해 독살되어 페르세폴리스의 묘소에 묻혔다. 바고아스에게 옹립된 아들인 아르세스가 제위를 계승하지만, 아르세스 또한 바고아스에게 독살당한다. 이러한 왕족 학살에서 다리우스 3세만 유일하게 생존했다. 이로써 아케메네스 제국은 사실상 멸망하였다.

## 이름
아르타크세르크세스는 고대 페르시아어에 따르면 페르시아 왕 이름의 그리스어 형태로 페르시아 제국 아케메네스 왕조의 3명의 왕 이름이 알려져 있다. 고대 페르시아어 원형은 아르타크샤사(Arta-xšassa - : 명사 어간 형태)에서 ‘하늘의 법칙에 속하는 나라의 주인’을 의미한다. 그리스어 표기에서 아케메네스 왕조 페르시아 왕 이름인 크세르크세스(원형은 크샤야 야르은으로 “장사, 남자를 지배하는 자”를 의미한다)에 접두사를 붙인 파생형의 인명과 오인되기 쉽다.

## 참고 문헌
- Pierre Briant: From Cyrus to Alexander: A History of the Persian Empire. Winona Lake 2002